# Demeters och Kores prästinna
Demeters och Kores prästinna, ibland kallad Demeters översteprästinna, var den främsta prästinnan för Demeter och Persefone i Telesterion i Eleusis i Aten. Hon innehade ett av de främsta prästämbetena för kvinnor i antikens Aten. Hon officierade vid de Eleusinska mysterierna, Thesmoforia och flera andra högtider i Aten. Hennes ämbete var också ett av de rikaste och troligen äldsta av Atens prästerskap.

## Ämbetet
Demeters helgedom i Eleusis hade ett stort prästerskap med flera manliga och kvinnliga präster: hierophantos (avslöjaren av de heliga objekten); dadouchos (facklebärare); keryx (helig herald); exagetes; pyrphoros (eldbärare); phaidyntes (renare), altarpräster och flickor och pojkar som var härdens invigda. Hon utgjorde tillsammans med Ploutons prästinna den enda av de två hierophantides-prästinnorna. Hon var den främsta prästinnan och har därför ibland kallats för översteprästinnan. Hon var unik bland Atens präster, då hon var bunden till två gudar: både Demeter och Persefone (Kore).
Ämbetet var öppet för gifta mödrar. Det är inte känt hur prästinnorna utsågs: om de ärvde, utsågs eller lottades till ämbetet. Prästinnorna tycks ofta ha kommit från Philledai-klanen, men det är obekräftat om ämbetet ärvdes och klanen hade monopol på den. Till skillnad från vad som var fallet med Athena Polias översteprästinna tycks ämbetsinnehavarna inte alltid ha varit besläktade. En teori är att ämbetet ursprungligen ärvdes inom en familj men att definitionen av släkttillhörighet så småningom utvidgades och urvattnades, och att ämbetet till slut tillsattes eller lottades bland en lista med tänkbara kandidater.

## Uppgifter
Den främsta högtid hon medverkade i var de Eleusinska mysterierna, som också var den främsta religiösa högtiden av alla i den grekiska religionen. Varje september gick hon då i processionen från Eleusis till Atens centrum. Hon och de övriga prästinnorna bar på de heliga föremålen, hiera. Åtminstone på 100-talet (troligen tidigare) åtföljdes de av efeber. Deras ankomst till Aten utgjorde början på de Eleusinska mysteriernas tusenåriga högtid. Hieraföremålen placerades rituellt i stadens Demetertempel, Demeter Eleusinion vid Akropolis fot, där de förvarades i fyra dagar medan mysteriernas noviser genomgick invigningsriterna, under vilka hon officierade. På mysteriernas femte dag tågade de nyligen invigda till Eleusis, I processionen deltog då Demeter och Kores prästinna, som tillsammans med Athena Polias översteprästinna förde hieras tillbaka till Demeters huvudhelgedom i Eleusis utanför staden.
Utöver de Eleusinska mysterierna medverkade hon i flera mindre festivaler. Hon officierade vid sommarfestivalen Kalamania. Hon hade ensamrätt på att utföra offret under kvinnoritualen Haloa, när vindruvorna skars och vinet provsmakades och där Dionysos och Demeter dyrkades. Framför allt tjänstgjorde hon som prästinna under den berömda Thesmoforia-festivalen.

## Historik
Hennes ämbete förmodas ha varit det äldsta religiösa ämbetet i Aten. Processionen mellan Eleusis och stadens centrum under de Eleusinska mysterierna antyder att kulten fanns där redan från Atens grundande. Det hade enorm prestige; hennes namn användes som eponym för att datera åren för alla andra prästerskap i Aten. Det var Atens kanske mest lukrativa prästämbete, troligen det mesta lukrativa i hela Attika; prästinnan fick betalt för varenda en av de tusentals initieringarna under mysterierna; för ritualerna utförde under mysterierna, för framgångsrika offerritualer för staden och för privatpersoner, och för skördarna på Rarian-fältet.
Den första prästinnan vars namn är bevarat, Lysistrate, omnämns i en inskription från cirka 500 f.Kr. Ungefär tjugo prästinnors namn är bevarade från 500 f.Kr. till Romarriket under 200-talet e.Kr. Porträttstatyer restes över prästinnorna, och några av dessa finns bevarade, dock i mindre grad än för Atenas prästinnor.